# غوين غرام
غويندولين غرام (بالإنجليزية: Gwendolyn Graham)‏ هي سياسية ومحامية أمريكية من الحزب الديمقراطي ولدت في يوم 31 يناير 1963 في مدينة ميامي في فلوريدا. هي ابنة النائب السابق في مجلس الشيوخ الأمريكي بوب غراهام. حصلت على شهادة البكلوريوس في الفنون من جامعة كارولينا الشمالية، وثم حصلت على شهادة الدكتوراه في القانون من الجامعة الأمريكية في واشنطن. في سنة 2014 انتخبت كنائبة في مجلس النواب الأمريكي عن المقاطعة الثانية في فلوريدا. في سنة 2016 خسرت مقعدها لصالح الجمهوري نيل دان. في سنة 2021 اختارها الرئيس الأمريكي جو بايدن لتكون مساعدة وزير التعليم في الشؤون التشريعية.